# Низкусь
Низкусь — село в Кадыйском районе Костромской области России. Входит в состав Екатеринкинского сельского поселения.

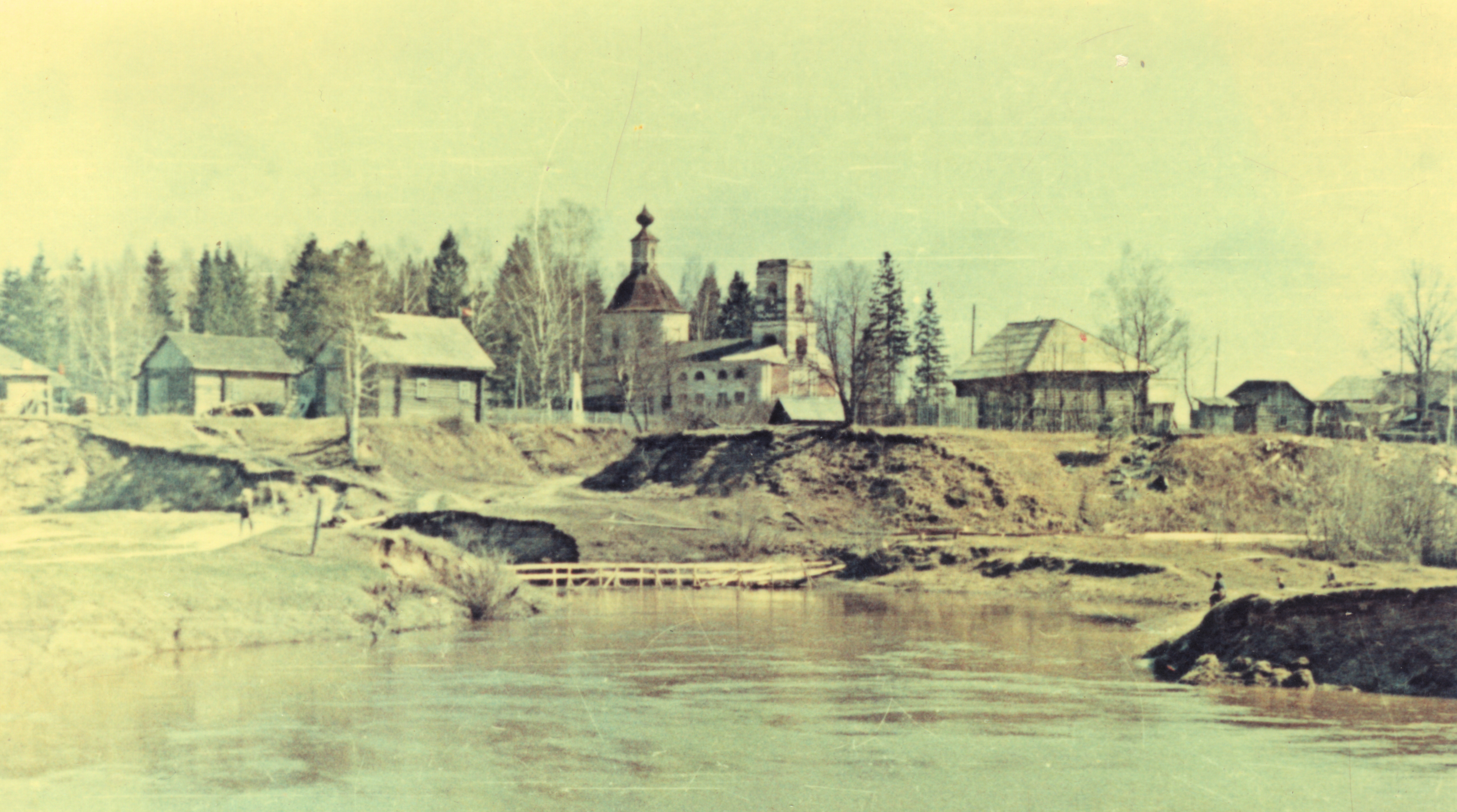
Воскресенская церковь села Низкусь

## География
Село находится в южной части Костромской области, в подзоне южной тайги, в пределах Ветлужско-Унженской низменности, на правом берегу реки Кусь, при впадении в Кусь ручя Лобановка, при автодороге 34К-97, на расстоянии приблизительно 24 километров (по прямой) к северо-западу от посёлка городского типа Кадый, административного центра района. Абсолютная высота — 114 метров над уровнем моря.

### Климат
Климат характеризуется как умеренно континентальный, с продолжительной холодной многоснежной зимой и коротким сравнительно тёплым летом. Среднегодовая многолетняя температура воздуха составляет 3,1 °С. Средняя температура воздуха самого холодного месяца (января) — −11,8 °C (абсолютный минимум — −46 °C); самого тёплого месяца (июля) — 17,6 °C (абсолютный максимум — 37 °С). Безморозный период длится около 131 дня. Продолжительность периода активной вегетации растений (выше 10 °C) составляет примерно 127 дней. Годовое количество атмосферных осадков — 593 мм, из которых до 470 мм выпадает в тёплый период.

## История
На Специальной карте Западной части России Шуберта 1826-1840 годов в треугольнике между деревнями Доронино, Антипино, Старое село еще не указано .
В 1850 году в метрических книгах Воскресенская церковь погоста Низкуси (ГАКО 200-13-375).
В 1872г в Списке населенных мест Российской империи  в Макарьевском уезде по правую сторону тракта из г. Кадый в г. Галич село Нискусь при рч. Куси, 4 двора, 22 человека, церковь православная. 
Селения прихода села Низкусь в середине XIX века кроме деревни Старово имели двойные названия:
д.Доронино (Аннино)
д.Тычинино (Алексеевское), 
д.Комары (Никольское),
д.Матвейково (Федоровское), 
д.Михали (Михайловское),
д.Ерыгино (Верино),
д.Антипино (Александровское),
д.Старово,
д.Рубеж (Антоново, Александрино)
усадьба Жуковец  (Выползово), 
сельцо Синдяково (Киселево).
Согласно 10-й ревизии населения в 1858 году (ГАКО 200-13-367 стр.238) Антипино, Доронино, Тычинино, Комары, Мотвейково, Михали, Ярыгино, Жуково, были во владении "помещика действительнаго тайнаго советника сенатора и разных орденов Коволера Александра Михайловича Безобразова". Согласно переписи эти деревни доселялись крестьянами Моршанского уезда принадлежащими Безобразову.
В 1879 в Алфавитном списке церквей Костромской Епархии 1871 года за №875 священник Невзоров Михаил Павлов села Низкуся. В Алфавитном списке церквей Костромской Епархии за 1879 г в записи №494 указано, что Невзоров Н.П. поставлен священником с 1859 г. в Воскресеннской церкви села Низкуси. 
В 1909 построена каменная церковь. Согласно справочной книги Костромской Епархии за 1911 г. к приходу Воскресеннской церкви села Низкуси относились 11 селений чилом 891 мужского полу и 945 женского.
До революции село относилось к Словинской волости, Макарьевского уезда, Костромской губернии. После революции, в 1918-1929 село относилось к Словинскому ВИКу, Макарьевского уезда, Иваново-Вознесенской губернии. С 1929 по 1936 в составе Ивановской Промышленной области, с 1936 года в Кадыйском районе, Костромской области.
В конце 1960-х РЭУ "Костромаэнерго" в ходе завершения электрификации области провело электричество в Низкусь и окрестные деревни.
В 1962 году процессе укрупнения  колхозы окрестных деревень были объеденены в совхоз "Заречный" Низкусинского сельсовета. В 1992 году преобразован в Товарищество с ограниченной ответственностью «Заречье».  В 2000 преобразован в Сельскохозяйственный производственный кооператив «Заречье».
С 2004 в составе Екатеринкинского сельского поселения, Кадыйского района, Костромской области.
В 2021 году Компания «Ростелеком», в ходе подключения к единой сети передачи данных (ЕСПД) сельских школ и фельдшерских пунктов, провела в Низкусь интернет. Прокладку оптоволокна и комутацию осуществил костромской субподрядчик ООО "Связь-энерго".

### Часовой пояс
Село Низкусь, как и вся Костромская область, находится в часовой зоне МСК (московское время). Смещение применяемого времени относительно UTC составляет +3:00.

## Население
| 2008 | 2010 | 2014 |
| ---- | ---- | ---- |
| 120  | ↘117 | ↗162 |

### Национальный состав
Согласно результатам переписи 2002 года, в национальной структуре населения русские составляли 99 % из 193 чел.